# The Veil (Lied)
The Veil ist ein Lied des britischen Pop-Rock-Musikers Peter Gabriel aus dem Jahr 2016.

## Entstehung und Veröffentlichung
The Veil wurde am 9. September 2016 als Single veröffentlicht und ist nur als Download oder im Musikstreaming verfügbar. Zusätzlich wurde das Lied am 13. September 2019 als Teil des ebenfalls nur digital verfügbaren Kompilations-Albums Flotsam and Jetsam veröffentlicht.
Der Song wurde speziell für den Film Snowden von Oliver Stone aus dem Jahr 2016 geschrieben.

## Artwork
Das Artwork des Cover-Bildes zeigt nach dem Begleittext „einen Mann im Boot draußen auf dem Meer, ein Meer aus kleinen Teilen von dir und mir“.

## Inhalt und Bedeutung
Peter Gabriel sagte zu dem Lied:

„Da wir in der digitalen Welt so sichtbar werden und eine endlose Spur von Daten hinterlassen, wird es immer wichtiger, wer genau unsere Daten hat und was er damit macht. Die Enthüllungen von Snowden haben die Welt schockiert und deutlich gemacht, warum wir eine Möglichkeit brauchen, diejenigen zu überwachen, die uns überwachen. Angesichts der zunehmenden Terroranschläge ist Sicherheit von entscheidender Bedeutung, aber nicht ohne jegliche Rechenschaftspflicht oder Kontrolle. Ich habe mich sehr gefreut, als ich erfuhr, dass Oliver Stone sich entschlossen hat, einen Film über Edward Snowden zu drehen, und ich glaube, dass dies ein starker und inspirierender Film ist. Oliver nimmt seine Musik sehr ernst und ich habe es immer genossen, mit ihm und [Music Supervisor] Budd Carr zusammenzuarbeiten.“

## Musikvideo
In dem Musikvideo führte der Filmregisseur Kurt Mattila Regie. In dem Video sind Ausschnitte aus dem Spielfilm Snowden von Oliver Stone und aus zeitgenössischen Nachrichtensendungen zu sehen.

## Mitwirkende
(Quellen: )

### Musiker
- Peter Gabriel – Hauptgesang, Musikinstrumente

### Technisches Personal
- Tchad Blake – Mixing
- Richard Chappell – Tonaufnahme
- Peter Gabriel – Liedtext, Komposition, Produktion

## Auszeichnungen und Nominierungen
Am 6. Dezember 2016 wurde The Veil für die 59. Grammy-Verleihung 2017 in der Kategorie Best Song Written for Visual Media nominiert. Gewonnen hat jedoch Can’t Stop the Feeling! von Max Martin, Shellback und Justin Timberlake aus Trolls.